# Roddy Connolly
Roderic James Connolly, genannt Roddy Connolly (* 11. Februar 1901 in Dublin, Irland; † 16. Dezember 1980 in Dún Laoghaire, Irland), war ein irischer Politiker.

## Leben

### Kindheit
Roddy Connolly wurde als sechstes von sieben Kindern und einziger Sohn von James Connolly und dessen Frau Lillie Connolly, geb. Reynolds, geboren. Die Karriere des Vaters als Gewerkschafter führte die Familie nach Troy (New York) (1904–1905), Newark (New Jersey) (1905–1910), Dublin (1910–1911) und Belfast (ab 1911), wo Roddy jeweils Schulen besuchte.
James Connolly ermutigte seine Kinder bei deren Interessen und legte Wert darauf, dass sie Bücher über irische Geschichte lasen.

### Osteraufstand 1916
Als Leutnant des Jungen-Regiments der Irish Citizen Army war er Aide-de-camp seines Vaters und von Pádraig Pearse während des Osteraufstands 1916. Zunächst im GPO auf Posten, schickte ihn sein Vater am dritten Tag des Aufstands mit Nachrichten und Instruktionen zu William O’Brien in die Liberty Hall, die Gewerkschaftszentrale, um für die Dauer der Kämpfe dort zu bleiben. Als die Liberty Hall unter dem Beschuss der britischen Armee fiel, wurde er verhaftet, gab den Behörden aber einen falschen Namen an. Nach acht Tagen wurde er mit anderen Gefangenen, die noch unter 16 Jahren alt waren, freigelassen. Nachdem sein Vater nach dem missglückten Aufstand hingerichtet worden war, zog die Familie zurück nach Belfast, wo er seine Schulausbildung bei den katholischen Christian Brothers wieder aufnahm.

### Vom Sozialismus zum Kommunismus
Im März 1917 trat Roddy Connolly der Socialist Party of Ireland (SPI) (nicht zu verwechseln mit späteren Parteien dieses Namens) bei, die sich gerade neu formierte. Während er in Glasgow in einer Schmiede und in einer Werft arbeitete, bekam er Kontakt zu führenden britischen Marxisten, wie William Gallacher. Gleichzeitig wurde er Hauptmann der Glasgower Sektion der Irish Volunteers.
Als Connolly im September 1919 nach Irland zurückkam, schloss er sich dem bolschewistischen Flügel der SPI an. Er sah die Partei eher der Komintern zugehörig als der wiederbelebten Sozialistischen Internationale.
Im Juli 1920 reiste Connolly zum Zweiten Weltkongress der Kommunistischen Internationale nach Moskau. Bei seiner Ankunft wurde er von Wladimir Iljitsch Lenin begrüßt, der ihm erklärte, dass er das Buch seines Vaters, Labour and Irish History, gelesen habe und ihn den übrigen damaligen Zeitgenossen der europäischen Sozialismus-Bewegung für „um Längen überlegen“ hielte.
Connolly war während des Kongresses Mitglied einer Sonderkommission, die unter dem persönlichen Vorsitz von Lenin über die „nationale und koloniale Frage“ diskutierte, um Kommunisten in kolonial beherrschten Ländern Strategien mitzugeben, wie dem Imperialismus durch taktische Bündnisse mit nationalistischen Revolutionären entgegengewirkt werden könne.

### Gründung der Kommunistischen Partei Irlands
Während dieses und späterer Aufenthalte in Moskau diskutierte Connolly die Lage in Irland mit den Spitzen der bolschewistischen Führungsschicht, wie Lenin, Sinowjew, Trotzki und Kamenew. Schließlich erhielt er die Genehmigung der Komintern, eine irische kommunistische Partei auf Basis des linken Flügels der SPI zu gründen. Als er vom Dritten Komintern-Kongress zurückkehrte, führte er die Übernahme des Parteivorstands durch eine linke Gruppe an, zu der auch seine Schwester Nora Connolly O’Brien und Sean McLoughlin, ein junger Oster-Veteran und sozialistischer Aktivist, gehörten. Gemäßigte Mitglieder wie William O’Brien und Cathal O’Shannon wurden aus der Partei ausgeschlossen. Obwohl Connolly die Ansicht vertrat, dass man zunächst die Basis der Partei breiter aufstellen müsse, rekonstituierte man sich sofort als Communist Party of Ireland (CPI), um sich dann auch direkt der Kommunistischen Internationale anzuschließen. Connolly wurde erster Parteisekretär und, neben Liam O’Flaherty, Mitherausgeber des Parteiorgans Workers‘ Republic.

### Im Irischen Bürgerkrieg
In ihrem Manifest vom 17. Dezember 1921 wurde die CPI die erste Organisation, die den Anglo-Irischen Vertrag, der elf Tage zuvor unterschrieben worden war, öffentlich ablehnte. Nach der Ratifizierung des Vertrags durch den Dáil Éireann im Januar 1922, drängte die CPI zum Bürgerkrieg und unterstützte die republikanische Seite bei den Wahlen im Juni. Als die ersten Feindseligkeiten ausbrachen, führte Roddy Connolly eine kleine Einheit von kommunistischen Mitgliedern der Irish Citizen Army an. Sie eroberten den Findlater’s Gemüseladen, eine von vier Bastionen, die im Zentrum von Dublin von Kommunisten gehalten werden konnten, bis sie nach heftigen Angriffen der regulären Armee des Freistaats evakuiert werden mussten.
Bei einem Treffen mit IRA-Stabschef Liam Lynch in Fermoy, County Cork, schlug Connolly die Gründung einer republikanischen Bürgerregierung in Cork vor, und die Verabschiedung eines radikalen gesellschaftlichen Programms. Lynch lehnte beides ab. Das Programm, das Connolly mit dem Komintern-Vertreter Michail Borodin ausgearbeitet hatte, sah die Verstaatlichung der Schwerindustrie, des Transportwesens und der Banken vor, sowie die Umverteilung von Großgrundbesitz. Veröffentlicht in der Ausgabe der Workers‘ Republic vom 12. August 1922, beeinflusste das Programm Liam Mellows dahingehend, dass er der republikanischen Führung aus dem Mountjoy-Gefängnis heraus zu einer Annahme dieser Vorschläge riet.
An die republikanischen Führer appellierend, sich einer radikalen Gesellschaftspolitik anzuschließen, übersah Connolly die immer militanter werdende Gewerkschaftsbewegung, die neben Streiks auch die Beschlagnahmung von Landbesitz und Fabriken vorantrieb. Er hielt ihren Antrieb für reformistisch, nicht revolutionär. Zudem hielt er die CPI für zu schwach, um Einfluss auf sie zu nehmen. Diese Politik wurde Connolly vom Vorstand der Komintern beim Vierten Kongress im November 1922 vorgeworfen, weil die kommunistischen Parteien in Kolonialländern aufgefordert waren, die Aufgaben der Organisation des Klassenkampfes und der Unterstützung radikaler Nationalisten überein zu bringen.
Connolly verleugnete nun seine frühere Strategie öffentlich und forderte nach seiner Rückkehr nach Dublin die Republikaner auf, die militärische Niederlage einzugestehen und stattdessen einen verfassungsgemäßen politischen Weg einzuschlagen. Er konnte es nicht mehr verhindern, beim Kongress der CPI im Januar 1923 abgesetzt zu werden. Im Oktober 1923 intervenierte die Komintern und brachte Connolly noch einmal zurück an die Macht, weil sie syndikalistische Tendenzen in der neuen Führungsschicht der CPI fürchtete. Im Dezember ordnete sie jedoch die Auflösung der CPI an, sowie die Überschreibung ihrer Mitglieder in die Irish Worker League, die kurz zuvor von James Larkin gegründet worden war.
Connolly war davon überzeugt, dass der Personenkult um Larkin den Aufbau einer voll anerkannten kommunistischen Partei behindern würde. Im Mai 1926 half er beim Aufbau der Workers‘ Party of Ireland (WPI), die mit Maud Gonne, Jack White und Charlotte Despard namhafte Vertreter in ihren Reihen hatte. Als Parteivorsitzender und Herausgeber des Parteiorgans, Irish Hammer and Plough, versuchte er Republikaner für die Partei zu gewinnen, die durch die Abspaltung der Fianna Fáil von der Sinn Féin enttäuscht worden waren. Gleichzeitig wollte er so Larkins Organisation als von der Komintern anerkannte irische Vertretung wieder ersetzen. Moskau lehnte das jedoch ab und forderte im Februar 1927 die Mitglieder der WPI auf, wieder in Larkins IWL einzutreten.

### Wechsel zur Labour Party
Connolly erkannte die Weisung der Komintern an, brach aber darauf mit ihr und Larkin, indem er der Labour Party beitrat und dort bald in den Hauptvorstand gewählt wurde.
Connolly traf auf Frank Ryan, Michael Price und George Gilmore, die gerade aus der IRA ausgeschlossen worden waren, weil sie beim Aufbau des Republican Congress, einer Nachfolgepartei der gescheiterten Saor Éire, mitgewirkt hatten. Mit ihnen wollte Connolly eine neue Irish Citizen Army aufbauen. Er versuchte Unterstützung unter Gewerkschaftern zu finden, ohne sich jedoch der Rückendeckung des Gewerkschaftsbundes, des Irish Trade Union Congress, zu vergewissern. Beim Republican Congress am 28. September 1934 in Rathmines hielt er eine leidenschaftliche Rede zur Unterstützung des Antrags, eine neue politische Partei zu gründen, die das Ziel einer Arbeiterrepublik verfolgen sollte. Ein Gegenantrag, der eine vereinigte republikanische Front anstrebte, die radikale Agitation befürwortete, gewann bei der folgenden Abstimmung knapp.
Auf dem Labour-Parteitag im Oktober 1934 stellte Connolly eine Resolution vor, die das Bedauern über die Spaltung der Linken ausdrücken und zu einem vereinten Auftreten gegen Faschismus und Imperialismus aufrufen sollte. Der Antrag wurde mit großer Mehrheit als „kommunistisch“ eingestuft und abgelehnt. Auf dem Parteitag 1936 schaffte er es, eine Satzungsänderung durchzusetzen, die das politische Ziel einer Arbeiterrepublik festschrieb. Das Ziel wurde jedoch auf dem Parteitag 1939 wieder aus der Satzung gestrichen, nachdem die katholische Kirche und der irische Lehrerverband dagegen vorgegangen waren.

### Mitglied des Dáil Éireann
Connolly wurde 1943 im Wahlbezirk Louth für Labour in den Dáil Éireann gewählt, ein Wahlsieg, der mit der Abwanderung republikanischer Wähler von der Fianna Fáil einherging, die sich gegen die Notstandsgesetze seit Beginn des Zweiten Weltkriegs wandten. 1948 kam er erneut in den Dáil, obwohl ihm seine kommunistische Vergangenheit noch immer angelastet wurde. Er war dabei maßgeblich an der Bildung der ersten parteiübergreifenden Regierung beteiligt. Während der 1950er-Jahre verlor er regelmäßig bei den Dáil-Wahlen in den Bezirken Louth und Dublin South Central, wohl auch, weil er nicht dort wohnte.
Mit den Jahren rückte er immer weiter zur Parteimitte hin und verteidigte das Labour-Establishment gegen Kritiker vom linken Flügel. Auf dem Sonderparteitag 1970 in Cork befürwortete er eine Koalition mit der Fine Gael, indem er sie mit dem Bündnis seines Vaters 1916 mit Pádraig Pearse verglich. Als Vorsitzender und Geschäftsführer der Partei (1971–1978) war er die Speerspitze bei der Säuberungsaktion gegen eine linke Fraktion namens Socialist Labour Alliance (1971) und sprach sich 1973 für die Präsidentschaftskandidatur von Thomas F. O’Higgins aus, der für Fine Gael antrat. Von 1973 bis 1977 vertrat Connolly Labour im Seanad Éireann und unterstützte dort die Nordirland-Politik der Regierungskoalition und deren Zwangsmaßnahmen, wie z. B. das Verbot einer Gedenkveranstaltung zum 60. Jahrestag des Osteraufstands.

## Privates
Roddy Connolly heiratete 1921 Jessica Maidment, die in England eine sozialistische Aktivistin und Wirtschaftsprüferin gewesen war, und von 1928 an für Russian Oil Products in Dublin arbeitete. Sie starb 1930 an einer Blutvergiftung in Folge einer Operation. 1937 heiratete er seine Frau Peggy, mit der er mehrere  Söhne und Töchter hatte.
Entspannung fand er beim Schach und beim Bridge. Schach hatte ihm 1916 Seán Mac Diarmada im Gefängnis beigebracht. Als Bridge-Experte war er internationaler Korrespondent für die Irish Independent.
Roddy Connolly starb mit Magenkrebs an einer Lungenentzündung in einem Krankenhaus in Dún Laoghaire. Er wurde auf dem Glasnevin Cemetery begraben.